# John Leonard (ishockeyspelare)
John Gerard Leonard, född 7 augusti 1998, är en amerikansk professionell ishockeyforward som spelar för Charlotte Checkers i American Hockey League (AHL).
Han har tidigare spelat för San Jose Sharks, Nashville Predators och Arizona Coyotes i National Hockey League (NHL); San Jose Barracuda, Milwaukee Admirals och Tucson Roadrunners i AHL; UMass Minutemen i National Collegiate Athletic Association (NCAA) samt Green Bay Gamblers i United States Hockey League (USHL).
Leonard draftades av San Jose Sharks i sjätte rundan i 2018 års draft som 182:a spelare totalt.
Han är bror till Ryan Leonard.

## Statistik
| 2012–2013   | Springfield Cathedral Panthers |             | 22  | 15 | 9  | 24  | —  | — | — | — | — | — |
| 2013–2014   | Springfield Cathedral Panthers |             | 25  | 29 | 23 | 52  | —  | — | — | — | — | — |
|             | Springfield Rifles             |             | 12  | 15 | 8  | 23  | 4  | — | — | — | — | — |
|             | Springfield Jr. Pics           | USPHL       | 1   | 0  | 0  | 0   | 0  | — | — | — | — | — |
| 2014–2015   | Springfield Cathedral Panthers |             | 25  | 47 | 28 | 75  | —  | — | — | — | — | — |
|             | Springfield Rifles             |             | 14  | 21 | 11 | 32  | 6  | — | — | — | — | — |
| 2015–2016   | Green Bay Gamblers             | USHL        | 48  | 5  | 4  | 9   | 10 | 4 | 0 | 0 | 0 | 0 |
| 2016–2017   | Green Bay Gamblers             | USHL        | 58  | 19 | 15 | 34  | 20 | — | — | — | — | — |
| 2017–2018   | UMass Minutemen                | NCAA        | 33  | 13 | 15 | 28  | 10 | — | — | — | — | — |
| 2018–2019   | UMass Minutemen                | NCAA        | 40  | 16 | 24 | 40  | 24 | — | — | — | — | — |
| 2019–2020   | UMass Minutemen                | NCAA        | 33  | 27 | 10 | 37  | 8  | — | — | — | — | — |
| 2020–2021   | San Jose Sharks                | NHL         | 44  | 3  | 10 | 13  | 2  | — | — | — | — | — |
|             | San Jose Barracuda             | AHL         | 2   | 1  | 1  | 2   | 0  | — | — | — | — | — |
| 2021–2022   | San Jose Sharks                | NHL         | 14  | 1  | 1  | 2   | 0  | — | — | — | — | — |
|             | San Jose Barracuda             | AHL         | 45  | 17 | 15 | 32  | 6  | — | — | — | — | — |
| 2022–2023   | Nashville Predators            | NHL         | 6   | 1  | 0  | 1   | 2  | — | — | — | — | — |
|             | Milwaukee Admirals             | AHL         | 67  | 17 | 27 | 44  | 14 | 6 | 0 | 1 | 1 | 0 |
| 2023–2024   | Arizona Coyotes                | NHL         | 6   | 1  | 0  | 1   | 0  | — | — | — | — | — |
|             | Tucson Roadrunners             | AHL         | 63  | 12 | 20 | 32  | 24 | — | — | — | — | — |
| 2024–2025   | Charlotte Checkers             | AHL         | 64  | 32 | 24 | 56  | 18 | — | — | — | — | — |
| NHL totalt  | NHL totalt                     | NHL totalt  | 70  | 6  | 11 | 17  | 4  | — | — | — | — | — |
| AHL totalt  | AHL totalt                     | AHL totalt  | 241 | 79 | 87 | 166 | 62 | 6 | 0 | 1 | 1 | 0 |
| NCAA totalt | NCAA totalt                    | NCAA totalt | 106 | 56 | 49 | 105 | 42 | — | — | — | — | — |
| USHL totalt | USHL totalt                    | USHL totalt | 106 | 24 | 19 | 43  | 30 | 4 | 0 | 0 | 0 | 0 |

### Internationellt
| Källa: Uppdaterad: 2021-01-15 | Källa: Uppdaterad: 2021-01-15 | Källa: Uppdaterad: 2021-01-15 |         | Utv = Utvisningsminuter | Utv = Utvisningsminuter | Utv = Utvisningsminuter | Utv = Utvisningsminuter | Utv = Utvisningsminuter |
| År                            | Lag                           | Mästerskap                    | Matcher | Mål                     | Assists                 | Poäng                   | Utv                     |                         |
| ----------------------------- | ----------------------------- | ----------------------------- | ------- | ----------------------- | ----------------------- | ----------------------- | ----------------------- | ----------------------- |
| 2015                          | USA                           | Ivan Hlinka                   | 4       | 1                       | 1                       | 2                       | 0                       |                         |
| Junior totalt                 | Junior totalt                 | Junior totalt                 | 4       | 1                       | 1                       | 2                       | 0                       |                         |